# 坎波巴索省
坎波巴索省 （義大利語：Provincia di Campobasso）是意大利莫利塞大区的一個省。面積2,909平方公里，2005年人口230,692人。首府坎波巴索。
下分84市鎮。